# Adiós gringo
Adiós gringo és una pel·lícula italiana de 1965 del gènere de l'Spaghetti Western dirigida per Giorgio Stegani. Protagonitzada per Giuliano Gemma i co-produïda entre Itàlia, Espanya i França. En el llançament als Estats Units, gairebé la totalitat dels membres de l'elenc i l'equip de producció havien canviat els seus noms per a l'audiència anglesa.

## Argument
Brent Landers, un jove ranxer, compra bestiar a un tipus que l'enganya venent-li uns caps de bestiar que no són seus, i el veritable amo del bestiar l'acusa d'haver-lo robat, i en un duel, Landers el mata. El poble vol linxar-lo, però ell fuig i promet tornar per demostrar la seva innocència. La vídua ofereix una recompensa per Landers. Ell comença a perseguir l'home que el va enganyar i troba una noia que ha estat raptada, violada i agredida per uns delinqüents, estant el que va enganyar Landers entre ells. La torna al poble, però sorgeixen complicacions amb la llei i els delinqüents...

## Repartiment
- Giuliano Gemma - Brent Landers
- Ida Galli com Evelyn Stewart - Lucy Tillson
- Nello Pazzafini com Ted Carter - Gil Clawson
- Pierre Cressoy com Peter Cross - Clayton Ranchester
- Germano Longo com Grant Laramy - Stan Clevenger
- Massimo Righi com Max Dean - Avery Ranchester
- Roberto Camardiel - Dr. Barfield
- Francisco Brana com Frank Braña - Ranchester cowboy
- Osiride Peverello - Ranchester cowboy
- Jesús Puente - Xèrif Tex Slaughter
- Monique Saint Claire - Maude Clevenger
- Gino Marturano com Jean Martin - Mike Murphy
- Giovanni Pazzafini com Ted Carter - Gil Clawson/Jack Dawson
- Claude Servyll com Clyde Geryll
- Sterling Rengell
- François Pascal com Frank Pascal
- Ramón Pérez
- Giacomo Billi com Mimo Billi
- Antonio Escorihuela com Antonio Iranzi

## Crítica
| «                                   | Espaguetti Western, amb molts cadàvers i en part innecessàriament dur. | » |
| — Lexikon des internationalen Films |                                                                        |   |

| «                    | Western lliure de Giuliano Gemma. | » |
| — Ulrich P. Bruckner |                                   |   |